# Nueva Germania
Nueva Germania (letteralmente Nuova Germania) è un centro abitato del Paraguay, situato nel dipartimento di San Pedro; la località forma uno dei 19 distretti del dipartimento. Dista circa 297 chilometri da Asunción, capitale della Repubblica del Paraguay.

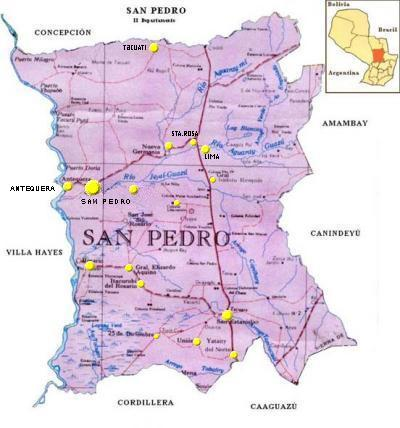
Carta di San Pedro

Nueva Germania fu fondata il 23 agosto 1887 da Bernhard Förster, marito di Elisabeth Förster-Nietzsche e quindi cognato del filosofo tedesco Friedrich Nietzsche. Förster aveva in animo la costituzione di una colonia popolata da "puri" ariani, e per qualche motivo aveva ritenuto l'odierna Nueva Germania particolarmente adatta al suo scopo.
La località conserva ancora varie reminiscenze germaniche, tra cui un museo che ne commemora le origini.

## Storia
La città di Nueva Germania, fondata da immigrati tedeschi sostenitori della supremazia ariana, ha un'origine singolare e poco nota. Sedici anni dopo la Guerra della Triplice Alleanza, sulle rive del fiume Aguaray-Guazú, a 250 km da Asunción fu fondata — come già detto — dai coniugi Förster.
Le prime cinque, e successive quattordici famiglie indigenti emigrarono dalla Sassonia al cuore della foresta pluviale del Paraguay per mettere in pratica le loro idee sulla superiorità della razza ariana. Era notoriamente il sogno di Förster la creazione di un'area di sviluppo tedesca, lontana dall'influenza degli ebrei, che egli aborriva.
Förster, che aveva acquistato la proprietà della città dal generale Bernardino Caballero, si suicidò nel 1889 nella città di San Bernardino, abitato rientrante nell'enclave tedesca. La moglie rientrò in Germania quattro anni dopo.
L'utopia non poté tradursi in realtà per l'asprezza dell'ambiente naturale. I colonizzatori che riuscirono a sopravvivere dimenticarono in breve le loro velleità "ariane", integrandosi totalmente nella cultura paraguaiana.
Josef Mengele, uno dei criminali nazisti più famigerati, soggiornò per qualche tempo in Nueva Germania durante la sua latitanza successiva alla seconda guerra mondiale.
Attualmente, Nueva Germania è una tranquilla comunità di San Pedro, votata principalmente all'agricoltura, specializzata nella coltivazione della Ilex paraguariensis (yerba mate in spagnolo).

## Economia

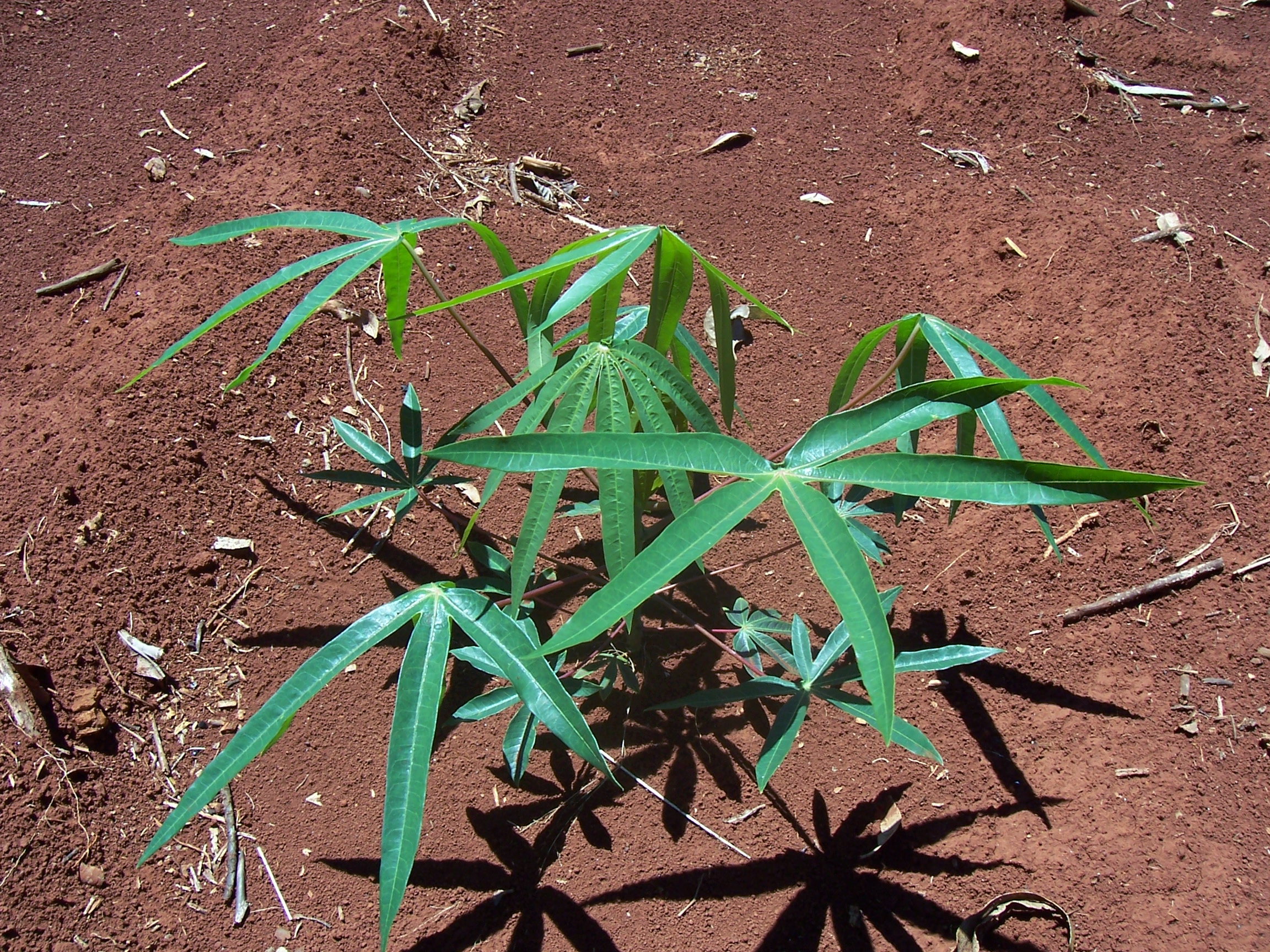
Una pianta di manioca

L'evoluzione della popolazione di Nueva Germania rivela chiaramente la reale situazione del luogo, noto come uno dei più poveri del dipartimento.
Una delle produzioni più importanti è la coltivazione della yerba mate, ma si coltivano anche canna da zucchero, cotone, manioca, tabacco, girasole, soia, frumento, arancia dolce ed acida, Aloysia citrodora paraguaiana e sesamo.

## Comunicazioni
Un ramo della Strada (Ruta) No. 3 "General Elizardo Aquino", una strada sterrata, è la principale via d'accesso alla città, che la collega con Asunción ed altre località del dipartimento. Inoltre, la Strada No. 11 "Juana de Lara", un'altra strada sterrata, congiunge la città con il dipartimento di Amambay.
Molte strade sono di sabbia o di ciottoli e mettono in comunicazione con i vari distretti e con la capitale del dipartimento.

## Geografia fisica

### Clima
Il clima è tropicale, con piogge abbondanti, temperature massime di circa 35 °C, minime di 10°, con una media di 23°. Le precipitazioni superano i 1300 mm, specie d'estate.

## Lingue e dialetti
È predominante la lingua guaraní, parlata dall'80% circa della popolazione. Gli altri parlano un ibrido di spagnolo e guaraní, chiamato jopará.

## Popolazione
Secondo dati demografici ufficiali, la situazione è la seguente:
- Nel 1992 la popolazione aveva raggiunto i 17.148 abitanti, ma dopo la scissione di una parte del territorio concomitante con la fondazione di Santa Rosa del Aguaray,[10] nel 2002 Nueva Germania presentava una popolazione molto minore;
- La popolazione è prevalentemente rurale, ed occupata nell'agricoltura;
- Le proiezioni riferite alla popolazione complessiva per sesso ed anno stimano un totale di 4.335 abitanti, 2.323 uomini e 2.012 donne.

Al censimento del 2002 Nueva Germania contava una popolazione urbana di 1.156 abitanti (4.202 nell'intero distretto).
Oggi solo il 10% degli abitanti è di prevalenti origini tedesche.
Residenti contemporanei includono lo scrittore e direttore d'orchestra californiano David Woodard.

## Confini
- Nord: distretto di Tacuatí
- Sud:distretto di Lima, da cui la separa il fiume Aguaray Guazú.
- Est: distretto di Amambay e distretto di Santa Rosa del Aguaray.
- Ovest: distretto di San Pedro de Ycuamandiyú e distretto di Tacuatí.

## Idrografia
Il distretto di Nueva Germania è bagnato dai fiumi Aguaray Guazú e Verde, nonché dai torrenti Tutytí, Empalado e Aguaray mí.

## Società

### Evoluzione demografica
Principali indicatori demografici e sociali:
- Popolazione sotto i 15 anni: 39%
- Media di figli per donna: 3.4
- Percentuale di analfabetismo: 15.4%
- Percentuale di popolazione occupata nel settore primario di produzione: 60.1%
- Percentuale di popolazione occupata nel settore secondario di produzione: 14.3%
- Percentuale di popolazione occupata nel settore terziario di produzione: 25.0%
- Percentuale di abitazioni dotate di energia elettrica: 82.0%
- Percentuale di abitazioni dotate di acqua corrente: 39.6%
- Popolazione che non vede soddisfatte esigenze primarie:
  - Percentuale di popolazione con necessità di maggiore accesso all'istruzione: 13.5%
  - Percentuale di popolazione con necessità di più infrastrutture sanitarie: 20.9%
  - Percentuale di popolazione con necessità di maggiore qualità abitativa: 41.2%